# Книга Лем

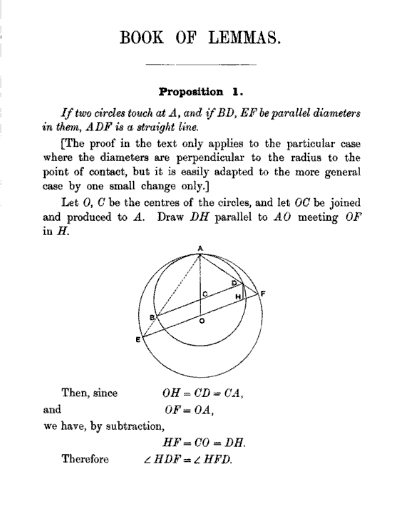
Вигляд першої сторінки Книги Лем в «Робота Архімеда» (1897).

Книга Лем — це книга Сабіта ібн Курра, присвячена Архімеду, хоча авторство книги є сумнівним. Книга складається з 15 тверджень (лем), пов'язаних з колом.

## Історія

### Переклади
Книгу вперше було опубліковано арабською мовою Сабітом ібн Курром: він приписував цю роботу Архімеду. В 1661 році арабський рукопис було перекладено латинською Абрамом Ейхеленсісом, а потім редаговано Джованні Бореллі. Латинська версія була публікована під назвою «Liber Assumptorum». Томас Літс Хесс переклав латинський рукопис на англійську в своїх «Роботах Архімеда».

### Авторство
Справжнє авторство Книги Лем є досі під сумнівом, тому що в четвертій теоремі книга звертається до Архімеда в третій особі. Проте, було висловлено декілька припущень з цього приводу: перше — це було доповненням перекладача; друге — Книга Лем може бути збіркою теорем Архімеда, зібраною пізніше грецьким письменником.

## Нові геометричні фігури
Книга Лем розглядає кілька нових геометричних фігур.

### Арбелос

Арбелос — це заштрихований регіон (сірого кольору)

Архімед вперше розглянув арбелос в четвертій теоремі своєї книги:
|  | Якщо АВ діаметр півкола та N – будь-яка точка на АВ і півкола, вписані в перше півкільце, мають точку AN, BN відповідно діаметр, фігура, що знаходиться між колами трьох півкіл є тим, «що Архімед називав αρβηλος»; і його площа дорівнює окружності на PN, як діаметрі, де PN перпендикулярно АВ, і перетинає півколо в точці Р. |

Фігура використовується з четвертого по восьме твердження. В п'ятому твердженні Архімед вводить поняття про Архімедові дві окружності, а в восьмому твердженні, він передбачає, який вигляд буде мати Ланцюг Паппа Александрійського, офіційно представлений Паппом Александрійським.

### Саліон

Саліон — регіон, заштрихований блакитним кольором

Архімед вперше розглянув саліон в чотирнадцятому твердженні своєї книги:
|  | Нехай АВС буде півколом на АВ, як діаметрі, та нехай АВ та ВЕ рівні довжині, виміряної вздовж АВ відповідно від А та В. На діаметрах AD та ВЕ опишемо півкола з боку в напрямку до С, та на діаметрі DE півколо на протилежному боці. Нехай перпендикуляр до АВ через точку О, центру першого півкола, перетинає протилежні півкола в відповідних точках C, F. Тоді площа фігури, обмеженої контурами всіх на півкіл, буде дорівнювати площі кола на діаметри CF. |

Архімед довів, що саліон та коло рівні у площинах.

## Твердження
1. Якщо два кола торкаються один одного в точці А та якщо CD, EF є паралельними діаметрами в них, ADF — пряма лінія.
2. Нехай АВ — діаметр півкола та нехай дотичні до нього в точці В і в будь-якій іншій точці на D, перетинаються на Т. Якщо DE буде зображене перпендикулярно до АВ, та AT, DE перетнуться в точці F, тоді DF = FE.
3. Нехай Р — будь-яка точка на ділянці кола, основа якого АВ, і нехай PN перпендикулярно до АВ. Відмітимо точку D на відрізку АВ так, щоб AN = ND. Якщо PQ утворює дугу, рівну дузі РА, включаючи BQ, тоді BD має бути рівним.
4. Якщо АВ діаметр півкола та N — будь-яка точка на АВ і півкола, вписані в перше півкільце, мають точку AN, BN відповідно діаметр, фігура, що знаходиться між колами трьох півкіл є тим, «що Архімед називав αρβηλος»; і його площа дорівнює окружності на діаметрі PN, де PN перпендикулярно АВ, і перетинає півколо в точці Р.
5. Нехай АВ — діаметр півкола, С — будь-яка точка на АВ та CD перпендикулярне ним, і нехай півкола описані першим півколом з діаметрами AC, CB. Тоді якщо два кола торкаються CD з різних боків на півколі, намальовані півкола будуть рівними.
6. Нехай АВ — діаметр півкола, поділений точкою С так, що AC = 3/2 × CB (або в будь-якому співвідношенні). Опишемо півкола першим півколом на діаметрах AC, CB і припустимо, що намальоване коло торкається всіх трьох півкіл. Якщо GH — діаметр цього кола, можна знайти відношення між GH та АВ.
7. Якщо кола описані і вписані в квадрат, значення описаного кола — це подвійне значення вписаного.
8. Якщо АВ є будь-якою хордою кола з центром О, і якщо АВ продовжує С, тоді ВС є рівним радіусу; якщо в подальшому СО перетинає коло в точці D продовжує перетинати коло вдруге в точці Е, дуга АЕ буде рівною дузі BD.
9. Якщо в колі є дві хорди AB, CD, що не проходять через центральне пересечіння під прямим кутом, тоді (дуга AD) + (дуга CB)=(дуга AC)+ (дуга DB).
10. Припустимо, що ТА та ТВ — це дві дотичні кола, який поділяється відрізком ТС. Нехай BD — хорда через В, паралельна ТС, і нехай AD перетинає ТС в точці Е. Тоді якщо ЕН буде зображене перпендикулярно до BD, він буде розрізати навпіл Н.
11. Якщо дві хорди AB, CD в колі перехрещуються в правому куті в точці О, що не є центром, тоді AO{\displaystyle ^{2}} + BO{\displaystyle ^{2}} + CO{\displaystyle ^{2}} + DO{\displaystyle ^{2}} =(діаметр){\displaystyle ^{2}}.
12. Якщо АВ — діаметр півкола, а TP, TQ — його дотичні в будь-якій точці Т; якщо AQ, BP злучаються, перехрещуючи R, тоді TR перпендикулярно до АВ.
13. Якщо діаметр кола АВ перетинає будь-яку хорду CDне діаметр) в точці Е, та якщо AM, BN розташовані перпендикулярно до CD, тоді CN = DM.
14. Нехай АВС — півколо з діаметром АВ, нехай AD, BE мають однакову довжину, виміряну вздовж АВ з точок А, В. На діаметрах AD, BE описані півкола з боку через точку С, та на діаметрі DE півколо на протилежному боці. Нехай перпендикуляр, що веде до АВ через О, центр півкола, перетинає протилежні півкола в точках С, F. Тоді площа фігури, обмеженої всіма півколами буде дорівнювати площі кола на діаметрі CF.
15. Нехай АВ — діаметр кола, АС — сторона вписаного правильного п'ятикутника, D — середня точка луги АС. Додамо CD та перехрестимо його з діаметром ВА, перехрещеним в точці Е; додамо AC, DB, що перетинаються в точці F, і зобразимо FM перпендикулярно до AB. Отримаємо, що EM = (радіус кола)[7].[1]